# Aughnacliffe
Aughnacliffe är en ort i republiken Irland. Den ligger i den norra delen av landet, 110 km nordväst om huvudstaden Dublin. Aughnacliffe ligger 91 meter över havet och antalet invånare är 148.
Terrängen runt Aughnacliffe är platt. Runt Aughnacliffe är det glesbefolkat, med 16 invånare per kvadratkilometer. Närmaste större samhälle är Longford, 18,6 km sydväst om Aughnacliffe. Trakten runt Aughnacliffe består i huvudsak av gräsmarker.